# Paula Wessely Filmproduktion
La Paula Wessely Filmproduktion fu una casa di produzione fondata nel 1950 dall'attrice austriaca Paula Wessely che era stata una delle più popolari protagoniste del cinema di lingua tedesca degli anni trenta e quaranta. 
In circa dieci anni di attività, dal 1950 al 1959, la compagnia produsse undici pellicole. I film furono interpretati dalla Wessely spesso insieme ai nomi più noti del cinema austriaco ante-guerra, come Willi Forst, Willy Fritsch, Attila Hörbiger (il marito di Paula Wessely), Vera Tschechowa, Fritz Schulz.